# Partido Liberal (Japón, 1945)
El Partido Liberal (自由党 Jiyūtō?) fue un partido político japonés de ideología conservadora que jugó un importante papel durante los años posteriores a la Segunda Guerra Mundial y sería uno de los creadores del actual Partido Liberal Democrático.

## Denominaciones
- Partido Liberal de Japón (日本自由党 Nihon Jiyūtō?), nombre adoptado entre 1945 y 1948.
- Partido Democrático Liberal (民主自由党 Minshu Jiyūtō?), nombre adoptado entre 1948 y 1950.
- Partido Liberal (自由党 Jiyūtō?), nombre adoptado entre 1950 y 1955.

## Historia
La fusión de las dos partes para acabar formando el Partido Liberal Democrático se completó el 15 de noviembre de 1955.

## Resultados electorales
Cámara de Representantes
| Elecciones | # de votos      | % de votos | # de escaños | ±-  | Gobierno            |
| ---------- | --------------- | ---------- | ------------ | --- | ------------------- |
| 1946       | 14.082.575 (#1) | 25,40%     | 140/468      |     | Coalición           |
| 1947       | 7.263.343 (#1)  | 26,55%     | 131/468      | 8   | Oposición           |
| 1949       | 13.420.269 (#1) | 43,87%     | 264/466      | 133 | Mayoría absoluta    |
| 1952       | 16.938.221 (#1) | 47,93%     | 240/466      | 24  | Mayoría absoluta    |
| 1953       | 13.476.428 (#1) | 38,95%     | 199/466      | 41  | Gobierno en minoría |
| 1955       | 9.849.457 (#2)  | 26,61%     | 112/466      | 87  | Oposición           |